# فيرا سوكولوفا
فيرا ألكساندروفنا سوكولوفا (الروسية: Вера Александровна Соколова)؛ ولدت في 8 يونيو 1987 في سوليانوي، منطقة مورغاوشسكي، جمهورية تشوفاش) هي متسابقة مشي روسية.
فازت بالميدالية الذهبية على المضمار في بطولتي العالم للناشئين وأوروبا للشباب، وحصدت أول ميدالية لها على مستوى الكبار في بطولة أوروبا لألعاب القوى عام 2010، حيث نالت الميدالية البرونزية في سباق المشي على الطريق لمسافة 20 كيلومترًا. كما مثّلت روسيا في بطولة العالم لألعاب القوى عام 2009.
حققت سوكولوفا في بطولة روسيا الشتوية للمشي لعام 2011 في سوتشي رقمًا قياسيًا عالميًا في سباق 20 كيلومترًا للمشي على الطريق بزمن قدره 1:25:08، محطّمة الرقم السابق البالغ 1:25:41 والمسجل باسم أوليمبيادا إيفانوفا في نهائي بطولة العالم لعام 2005 بفارق 33 ثانية. ولا تزال تتدرب تحت إشراف المدرب فيكتور تشيغين، رغم تعرضه للإيقاف بسبب سلسلة طويلة من الانتهاكات المرتبطة باستخدام منشطات بين عدد من رياضييه.

## روابط خارجية
- فيرا سوكولوفا على موقع الاتحاد الدولي لألعاب القوى (الإنجليزية)